# 格子ボルツマン法
格子ボルツマン法（こうしボルツマンほう、英語：Lattice Boltzmann. Method; LBM）とは、流体を多数の仮想粒子の集合体（格子気体モデル）で近似し、各粒子の衝突と並進とを粒子の速度分布関数を用いて逐次発展させることにより、そのモーメントを計算することによって、流体の熱流動場を求めるシミュレーション法のことである。

## 学習用教科書
- Sauro Succi: The Lattice Boltzmann Equation: for Fluid Dynamics and Beyond, Oxford Univ. Press, ISBN 978-0-19-850398-9 (2001年).

- 蔦原道久、高田尚樹、片岡武：「格子気体法・格子ボルツマン法：新しい数値流体力学の手法」、コロナ社、ISBN 4-339-04343-5 (1999年9月10日).
- 蔦原道久：「格子ボルツマン法・差分格子ボルツマン法」、コロナ社、ISBN 978-4-339-04658-8 (2018年12月17日).
- 稲室隆二、吉野正人、鈴木康祐：「格子ボルツマン法入門：複雑境界および移動境界流れの数値計算法」、丸善出版、ISBN 978-4-621-30476-1 (2020年1月20日).
- 瀬田剛：「格子ボルツマン法」、森北出版、ISBN 978-4-627-67661-9 (2021年9月21日).